# Delvon Lamarr Organ Trio
Delvon Lamarr Organ Trio, également connu sous le nom DLO3, est un groupe de soul jazz américain fondé en 2015. Le groupe a publié deux albums studio et un album live. Leur premier album intitulé Close But No Cigar a été classé numéro 1 (catégorie Contemporary Jazz Albums) dans les charts américains.

## Carrière
Originellement batteur et trompettiste, Delvon Lamarr (Dumas) commence à jouer de l'orgue Hammond B-3 à 22 ans, en observant l'organiste et claviériste Joe Doria (en).
En 2015, Delvon Lamarr fonde le Delvon Lamarr Organ Trio, avec le guitariste Colin Higgins et le batteur David McGraw, tous actifs au sein de la scène musicale de Seattle. Peu après, le guitariste Jimmy James (Williams) remplace Higgins. James et McGraw avaient précédemment co-fondé The True Loves, un groupe soul de neuf musiciens, basé à Seattle. L'épouse de Lamarr, Amy Novo, tient le rôle de manager et d'agent du groupe,.
Le groupe fait des tournées aux États-Unis et à l'étranger et joue dans différents festivals de musique, dont le Detroit International Jazz Festival (en) et le Monterey Jazz Festival,. Le premier album du trio, Close But No Cigar, est édité en 2016 puis réédité en mars 2018 par Colemine Records. L'album se classe n° 1 dans les charts américains Contemporary Jazz Albums et n° 3 dans les charts américains Jazz Albums,.
En avril 2018, le groupe publie un album live intitulé Live at KEXP!, enregistré le 13 mai 2017. Il se classe n°10 des albums de Jazz dans les charts. Il s'ensuit une tournée aux États-Unis et en Europe. À la fin de l'année, le batteur Doug Octa Port remplace McGraw. Le batteur Michael Duffy se joint au groupe pour leur tournée européenne en 2019.
Le 29 janvier 2021, Delvon Lamarr Organ Trio publie son second album studio : I Told You So, chez Colemine Records. L'album se positionne immédiatement au sommet de plusieurs Billboard Charts : n°1 du chart Contemporary Jazz Album, n°3 du chart Jazz Album, n°4 du chart Tastemaker Album, et n°12 du chart Heatseeker Album. « Les grooves implacables et ennivrants du Delvon Lamarr Organ Trio sont tout ce qu'on peut espérer d'un trio avec orgue – une pincée de soul-jazz fin années 1960, quelques éléments plus modernes de funk, et un style captivant, magnétique, qui ne vous quitte plus » - Glide Magazine.

## Style
La musique du groupe est basée sur la rythmique et s'inspire du soul jazz, du funk et du blues des années 1960 et 1970, rappelant Booker T. & the M.G.'s,,. Les morceaux sont typiquement créés en improvisant sur des grooves à l'orgue. Le leader du groupe Lamarr la décrit comme une « musique soul avec une forte influence jazzy ». Il attribue leur son particulier à l'alchimie des membres du groupe.

## Discographie

### Albums studio
- 2016 : Close But No Cigar (Novo Productions. Réédition Colemine, 2018)
- 2021 : I Told You So (Colemine)
- 2022 : Cold As Weiss (Colemine)

### Albums live
- 2018 : Live at KEXP! (Colemine)
- 2022 : Live In Loveland! (Colemine)

Singles vinyle 45 tours
- 2017 : Concussion (Colemine CLMN-150 A)
- 2017 : Memphis (Colemine CLMN-150 B)
- 2020 : Fo Sho (Colemine CLMN-199 A)
- 2020 : Inner City Blues (Colemine CLMN-199 B)